# Regne d'Irlanda
|  | Aquest article tracta sobre el Regne d'Irlanda. Vegeu-ne altres significats a «Irlanda». |

El Regne d'Irlanda fou un estat situat a l'oest d'Europa que ocupa l'illa d'Irlanda i que existí entre el segle xvi i XVIII, moment en què s'integrà en el Regne de la Gran Bretanya i Irlanda.

## Orígens
El papa anglès Adrià IV va concedir el 1155 a la monarquia normandoanglesa la possessió feudal de l'illa d'Irlanda mitjançant la signatura de la butlla Laudabiliter, cessió confirmada el 1172 pel papa Alexandre III.
Amb l'excomunió que patí Enric VIII d'Anglaterra l'any 1533 en trencar les relacions amb la Santa Seu, i declarar-se a si mateix cap de l'Església d'Anglaterra davant la negativa de Climent VII de donar-li el divorci amb Caterina d'Aragó, la possessió de l'illa per part del monarca anglès es tornà incerta, ja que restava com a domini papal. Com a resultat de la seva excomunicació, trencà tots els vincles amb la Santa Seu i va deixar de reconèixer la sobirania papal sobre l'illa fent-se coronar rei d'Irlanda mitjançant l'aprovació de l'Acta de la Corona d'Irlanda de 1542, aprovada pel Parlament d'Irlanda.
El nou regne no fou reconegut per les monarquies catòliques d'Europa. Des de 1553, la reina catòlica Maria I d'Anglaterra governà aquest territori, juntament amb el seu consort Felip II de Castella, gràcies a una butlla papal signada el 1555 per Pau IV, reconeixent la unió personal amb la corona anglesa mitjançant el dret canònic. A partir d'aquell moment, el tron d'Irlanda fou ocupat pels reis d'Anglaterra, reconeixent una unió personal d'aquest regne amb el Regne d'Anglaterra. El 1603, el tron anglès fou ocupat pel rei d'Escòcia, creant-se posteriorment el Regne de la Gran Bretanya l'any 1707, quan els parlaments dels dos estats foren suprimits i units en un de sol. L'any 1801 el parlament britànic i irlandès emprengueren el mateix camí mitjançant la signatura de l'Acta de la Unió, per la qual es creà el Regne de la Gran Bretanya i Irlanda.

## Govern
El Regne d'Irlanda estava governat per un executiu sota el control del lord Deputy, posteriorment anomenat lord Lieutenant. Encara que alguns irlandesos van estar en aquest càrrec, la majoria dels lords Deputy van ser nobles anglesos.
El regne era legislat per un Parlament bicameral, conformat per la Cambra dels lords i la Cambra dels comuns, i que gairebé sempre es reunien a la ciutat de Dublín. Els poders del Parlament irlandès estaven restringits a una sèrie de lleis, especialment per la llei Poynings de 1492. A partir del trencament de les relacions amb la Santa Seu, els catòlics, i posteriorment també els presbiterians, foren exclosos de ser membres del Parlament.

## Estat Lliure d'Irlanda
El 1922, 26 comtats abandonaren el Regne Unit de la Gran Bretanya i Irlanda per formar l'Estat Lliure d'Irlanda. Mitjançant la signatura de la nova constitució, el rei d'Anglaterra passava a denominar-se "rei a Irlanda" en lloc de "rei d'Irlanda", títol que tornà a canviar-se l'any 1927 en la signatura de l'Acta de Títols Reials, per la qual el rei d'Anglaterra es va convertir en rei de tots els seus dominis pel seu propi dret, va tornar a esdevenir "rei d'Irlanda". El vicepresident del Consell Executiu Kevin O'Higgins va suggerir la idea d'unificar l'Estat Lliure Irlandès amb la Irlanda del Nord mitjançant una monarquia dual i una coronació pública a Dublín. O'Higgins fou assassinat per l'Exèrcit Republicà Irlandès (IRA), que estava en contra dels acords signats en el tractat Angloirlandès.